# Бузаров Андрій Ігорович
Андрі́й І́горович Буза́ров (нар. 7 листопада 1984, м. Донецьк, Україна) — політичний аналітик і коментатор, фахівець у сфері міжнародних і міжнаціональних відносин, магістр зовнішньої політики, магістр правознавства, адвокат, громадський діяч і координатор гуманітарних проєктів. Випускник Дипломатичної академії при Міністерстві іноземних справ України. Кандидат філософських наук, докторант Інституту політичних і етнонаціональних досліджень ім. І. Ф. Кураса НАН України. З вересня 2022 р. – дослідник (науковий співробітник) кафедри державного управління і політичних наук Клайпедського університету (Литовська Республіка). Член Української асоціації зовнішньої політики України. Член Національної спілки журналістів України. Член Національної спілки журналістів Литви. Учасник найстарішого журналістського прес-клубу Європи «Concordia» (Відень, Австрія). Неодноразово входив до громадських рад при комітеті з іноземних справ Верховної Ради України, МЗС України, а також комітету з міжнародних зв’язків Національної асоціації адвокатів України. Бузаров А.І. є автором більш ніж 40 наукових і публіцистичних статей, а також декількох книг з різних філософських, юридичних, етнографічних, соціальних, історичних, політичних, міжнародних та інших питань. Поліглот – володіє українською, російською, арабською, англійською, французькою, італійською, іспанською, німецькою та іншими іноземними мовами.

## 2001-2006 рр. Студентські роки. Початок наукової діяльності й юридичної практики
У 2001 році Андрій Бузаров закінчив середню школу № 7 м. Донецька із золотою медаллю. Ще у школі він почав активно вивчати історію й іноземні мови, брав участь у шкільних олімпіадах зі всесвітньої історії й англійської мови. Також неодноразово брав участь і був переможцем у спортивних змаганнях з футболу та бігу. Після закінчення середньої школи вступив на економіко-правовий факультет (спеціальність «Правознавство») Донецького національного університету (ДонНУ). У 2004 році став переможцем всеукраїнських юридичних змагань з кримінального права та процесу «Майстерність судового мовлення». Неодноразово посідав перші місця на студентських наукових конференціях. У 2006 р. було опубліковано перші наукові тези Бузарова А.І. під назвою: «До проблеми правових гарантій для іноземних інвесторів». За досягнення у навчанні Бузаров А.І. був стипендіатом премії ім. Адвоката Коренєва. 2006 року з відзнакою закінчив Донецький національний університет, отримавши кваліфікацію «магістра правознавства». Випускну магістерську роботу було написано на тему: «Правові гарантії іноземного інвестування в Україну». Робота виконана під науковим керівництвом відомого українського юриста й адвоката Федорчука Д.Е., а рецензентом виступив інший відомий український вчений-правознавець Петров Р.А.
Під час навчання Бузаров А.І. почав займатися юридичною практикою. Після здобуття вищої освіти працював на юридичних посадах у різних приватних структурах та юридичних фірмах, (юридична фірма «Apriori-lex» та юридична компанія «Перший радник» корпорації ДТЕК (дочірнє підприємство «СКМ»).
Навчаючись в університеті, продовжував удосконалювати іноземні мови та відвідував курси з вивчення арабської мови. Протягом багатьох років вивчав англійську, німецьку, новогрецьку й інші іноземні мови, опанувавши їх на достатньому для спілкування рівні.

## 2006-2010 рр. Наукова та публіцистична діяльність. Навчання в аспірантурі та адвокатська практика
Після закінчення Донецького національного університету у 2006 р. був рекомендований для вступу до аспірантури з юридичної спеціальності до університету або Інституту економіко-правових досліджень НАН України. Однак через те, що під час навчання в університеті з'явився великий інтерес до досліджень у сфері міжнародних і міжнаціональних досліджень, А. Бузаров обрав інший науковий напрямок. Він цього ж року був зарахований до аспірантури Донецького державного університету економіки та торгівлі ім. Михайла Туган-Барановського за спеціальністю «Соціальна філософія та філософія історії». На той момент робоча назва кандидатської дисертації була: «Побудова демократичного суспільства на Арабському Сході: соціально-філософський аналіз». Початковий науковий керівник – Заслужений працівник Вищої школи України, доктор філософських наук, професор, Узбек К.М.. Андрій Бузаров був аспірантом кафедри українознавства та філософії цього університету з 2006 по 2010 рік. За час навчання в аспірантурі підготував кілька монографій та низку наукових статей з міжнародних і міжнаціональних питань, серед них: «Демократична ідея у соціально-філософській думці Арабського Сходу», «Значення ісламу в процесі демократизації суспільства в арабських країнах», «Досвід вирішення соціолінгвістичних проблем у країнах арабського Близького Сходу та Північної Африки», «Соціально-філософський аналіз процесу демократизації арабського суспільства». Бузаров А. також є автором книги (монографії) про осетинів України, що вийшла у світ у 2010 р. У зазначеній книзі вперше в історії етнографічних і етносоціальних досліджень України було зібрано та систематизовано біографічний та публіцистичний матеріал про осетинів, які проживають в Україні (їхня історія та соціальна активність). Однією з рецензентів цієї книжки виступив Бубенок О.Б., відомий історик, старший науковий співробітник Інституту сходознавства ім. А.Ю. Кримського НАН України.  
Бузаров А.І., як аспірант і молодий дослідник, брав участь у багатьох національних, міжнародних круглих столах і конференціях з різноманітних тематик. Так, наприклад, у грудні 2008 року одержав сертифікат Міжнародного інституту політології Університету ім. Масарика (м. Брно, Чехія) про проходження дистанційно курсу «Перехід до демократії та громадянського суспільства - уроки Чеської Республіки». Сертифікат особисто отримав із рук Ярослава Башта, тодішнього Надзвичайного та Повноважного Посла Чехії в Україні.
У 2008 Бузаров А.І. склав іспити та отримав адвокатське свідоцтво на право зайняття адвокатською діяльністю. Адвокатська практика стосувалася широкого профілю зайнятості та консалтингу: господарське право, корпоративне право, сімейне право, міжнародне право, конституційне право тощо. Андрій Бузаров залишається практикуючим адвокатом, правовим та бізнес консультантом і зараз.

## 2010-2022 рр. Аналітика міжнародних та міжнаціональних відносин, правовий та політичний консалтинг
Після закінчення аспірантури у 2010 р. Бузаров А.І. продовжив займатися науковою та публіцистичною діяльністю у сфері міжнаціональних і міжнародних відносин, а також адвокатською практикою та політико-правовим консультуванням. Одним із напрямів наукових інтересів Андрія Бузарова було вивчення національних меншин України (історії північно-кавказьких народів в Україні). Серед його робіт у цей період слід зазначити такі дослідження: «К вопросу о еврейском происхождении осетин»; «Прагмалингвистические особенности межэтнического дискурса (историко-философский анализ): коллективная монография»; «Осетины и Украина: история и современность», «Осетины как национальное меньшинство Украины», «Донецкие дагестанцы», «Мы собраны в каменную горсть дагестанских гор…». Крім того, у 2012 році було опубліковано друге, доповнене видання книги (монографії) «Осетины Украины», яка стала лауреатом конкурсу «Книга Донбасу – 2013» у номінації «Гуманітарні науки». Книга також була відзначена почесною грамотою Курдіновича О.В., голови Державного комітету телебачення та радіомовлення України. За активну роботу щодо вивчення історії національних меншин України, за рекомендацією Заслуженого журналіста України Савелія С.С., Бузаров А.І. було прийнято у 2013 р. до Національної спілки журналістів України (Київський міський осередок НСЖУ). У березні 2013 р. він переїжджає до Києва для постійного місця проживання та роботи.
Ще одним напрямом наукової та аналітичної діяльності Бузарова А.І. у цей період було вивчення міжнародних відносин та зовнішньої політики України. У 2013 р. він вступив і у 2015 р. закінчив з відзнакою Дипломатичну академію України імені Геннадія Удовенка при Міністерстві закордонних справ України, здобувши спеціальність «магістра зовнішньої політики». Тема випускної магістерської роботи: «Соціально-філософський аналіз процесу демократизації арабського суспільства» (науковий керівник Горобець І.В.). У 2018 р., на базі Запорізького національного університету, Бузаров А.І. захистив кандидатську дисертацію на здобуття наукового ступеня кандидата філософських наук. Тема дисертації: «Побудова демократичного суспільства на Арабському Сході: соціально-філософський аналіз». Науковий керівник – відомий український філософ, доктор філософських наук, професор Додонов Р.О. Крім того, під час написання та підготовки роботи науковими консультантами виступали: доктор філософських наук Мінаков М.А., доктор філософських наук Лепський М.А., а також кандидат філософських наук Аулін О.А..
Протягом усього періоду 2010–2022-х років Бузаров А.І. продовжував займатися науковими дослідженнями у сфері міжнародних відносин та зовнішньої політики України, регулярно публікуючи статті, а також виступати на наукових конференціях. У цей період можна відзначити такі дослідження: «Демократические свободы ислама», «Религиозный фактор в событиях «арабской весны» и конфликтах на Ближнем Востоке», «Глобализация, демократизация и арабское общество: соотношение явлений», «Арабский мир и диалектика процесса демократизации», «Конфликты на Ближнем Востоке как глобальная проблема современности», «Социально-правовой и политический статус женщины в арабском обществе», «Некоторые внешнеполитические ориентиры Китая после 19-го всекитайского съезда КПК», «Основные векторы Внешней политики Китая в 2018 г.», «Борьба с коррупцией в Украине и Китае: сравнительная характеристика некоторых аспектов», «Ukraine and China: Seeking Economic Opportunity within a Framework of Risk». У 2018 році також вийшла у світ чергова книга (монографія) Бузарова А. І. «Диалектика демократизации арабского мира», що була представлена на ярмарку «Книжковий арсенал» у Києві. Ба більш, у цей період Бузаров А.І. бере участь у численних наукових національних і міжнародних конференціях з тематики Ближнього Сходу, арабського миру, України, Північного Кавказу, міжнаціональних питань, Китаю тощо.
Паралельно з науковою діяльністю упродовж 2010-2022 років Бузаров А.І. продовжує як адвокат і політичний консультант займатися юридичним, політичним та бізнес консалтингом, регулярно беручи участь у численних міжнародних і професійних заходах, пов'язаних із підвищенням юридичної кваліфікації, розвитком адвокатської діяльності в Україні та за кордоном (розвитком іноземних представництв Національної асоціації адвокатів України), а також покращенням правової системи України. Бузаров А.І. неодноразово обирається як представник Національної асоціації адвокатів України до громадської ради при МЗС України. Для розширення професійної діяльності разом із колегами у 2017 р. Бузаров А.І. створює аналітичну групу «Киевстратпро» («КИЇВСТРАТПРО», «KYIVSTRATPRO»). На базі вказаної платформи команда організовує власний відео продакшн, виступає партнером в організації міжнародних івентів, конференцій і круглих столів. Основні цілі групи «Київстратпро»: бізнес та правовий консалтинг, аналіз та публічний коментар міжнародних подій, сприяння розвитку іноземних зв'язків України з іншими країнами тощо. Слід зазначити, що з 2010 р. Бузаров А.І. регулярно як правовий експерт, міжнародний оглядач, сходознавець і політичний коментатор виступає в українському та міжнародному інформаційному просторі з аналізом ситуації на міжнародній арені та всередині української політики. Бузаров А.І. є автором статей, блогів і коментарів у численних друкованих, теле-, радіо- та інтернет-виданнях, як в Україні, так і за кордоном. Його коментарі та блоги можна побачити на таких українських інформаційних ресурсах як: «Сегодня», «РБК-Україна», «Апостроф», «Обозреватель», «EconomistUA», «Радіо свобода», «УНІАН», «Інтерфакс-Україна», «Голос Америки», Gordon.ua, «Укрінформ», Gazeta.ua, «Громадське радіо», «Новое время», «Прямий», «Espreso.tv», «П’ятий канал», «ТСН», «Українське радіо», Armyinform, «Kyivpost», «Дзеркало Тижня», «Главком», «АТР», «Телеканал Рада», «Kiev Airport Magazine», «BUSINESS PANORAMA» тощо. Також численні коментарі Андрія Бузарова іноземним інформаційним агентствам та ЗМІ, серед яких можна виділити: «Euronews», «Associated Press», «Аль-Джазіра», «Синьхуа», «Chinadaily» та багато інших. У 2011 р. Бузаров почав розвивати власний ютуб-канал (https://www.youtube.com/channel/UCthIY8LmXRPY6oejGBg4eig), а у 2017 р. спільно з партнерами організував багатопрофільний відео продакшн (https://www.youtube.com/watch?v=C3I2cvgDF3w), де почав записувати в Україні та за кордоном авторський матеріал різними іноземними мовами у вигляді власних коментарів та інтерв'ю з відомими політиками, науковцями, експертами і публічними людьми з різних політичних, соціальних, історичних, філософських, правових та міжнародних питань. Відео контент також доступний на офіційній сторінці у фейсбуці, linkedin і X. Окрім того, Бузаров А.І. протягом багатьох років брав участь як спікер, учасник, модератор і міжнародний оглядач у численних національних і міжнародних конференціях та форумах, як в Україні, так і за її межами. Серед них можна виділити: «Новомедіа Форум», «Астанінський економічний форум» и «Євразійський медіафорум» (Казахстан), міжнародна виставка «Gulfood», «Дубайський щорічний інвестиційний форум» (ОАЕ), Форум ШОС у Таджикистані, Форум співпраці ЗМІ «Один пояс, один шлях» (Китай). У жовтні 2017 р. на запрошення китайської сторони був одним із небагатьох журналістів з України, які висвітлювали роботу 19-го з'їзду КПК у Пекіні. Також Андрій Бузаров ще більше став відомий широкому загалу під час участі в Тегерані (Іран) у міжнародній конференції Tehran Dialogue Forum (TDF) у 2020 р., коли завдяки щасливому випадку не став пасажиром рейсу авіакомпанії МАУ PS 752, що був збитий іранською стороною відразу після вильоту з аеропорту іранської столиці вранці 8 січня 2020 р.. Ця трагічна подія викликала широкий резонанс у світової спільноти.
З 2010 р. Бузаров А.І., як політичний та юридичний консультант, а також експерт з міжнародних та міжнаціональних питань, співпрацює над різними політичними проєктами з аналітичними центрами, громадськими, міжнародними організаціями й установами, а також структурними підрозділами ЗСУ. У тому числі був помічником депутатів місцевих рівнів, неодноразово помічником-консультантом народних депутатів Верховної Ради України, консультантом комітету Верховної Ради України з питань прав людини, деокупації та реінтеграції тимчасово окупованих територій у Донецькій, Луганській областях та АР Крим, національних меншин та міжнаціональних відносин ВРУ, секретарем парламентської групи Верховної Ради України з питань міжпарламентських відносин з державою Кувейт, членом громадських рад при комітеті із закордонних справ Верховної Ради України і МЗС України, спеціалістом тимчасової слідчої комісії ВРУ з розслідування можливих фактів неефективної діяльності Державного агентства лісових ресурсів, Державного агентства водних ресурсів та Державної екологічної інспекції України. У 2015-2020 роках регулярно співпрацював з Управлінням цивільно-військового співробітництва (Цивільно-військове співробітництво – CIMIC) Збройних сил України. У листопаді 2015 р. пройшов курси цивільно-військового співробітництва на базі науково-освітнього центру міжнародної миротворчої діяльності Національного університету оборони України. У 2015 р. пройшов курси NATO CIMIC TRAINING у Києві. Надавав консультації, читав лекції з питань аналізу й історії конфлікту на Донбасі, брав безпосередню участь у підготовці особового складу ЗСУ, який виконував завдання у районі проведення антитерористичної операції у Донецькій і Луганській областях. Бузаров А.І. також брав участь у переговорному процесі щодо обміну, звільнення осіб, що незаконно утримуються, та евакуації тіл загиблих. За свою роботу неодноразово був відзначений подяками Управління цивільно-військового співробітництва Збройних сил України, різних українських та міжнародних організацій, установ та інституцій. Протягом багатьох років регулярно виступає з публічними лекціями з питань міжнародних відносин, міжнаціональних питань, історії, внутрішньої політики України, юриспруденції, інформаційних технологій, вивчення іноземних мов тощо.

## Діяльність після 24 лютого 2022 р.
Міжнародна гуманітарна та волонтерська робота. Після повномасштабного вторгнення РФ в Україну Андрій Бузаров став координатором гуманітарних проєктів, співпрацюючи з багатьма міжнародними гуманітарними організаціями й українськими благодійними фондами та волонтерськими центрами. Серед них: «Хоробра Україна», «Постраждалі діти війни», «Відновлення та розвиток», «UK Friends of Ukraine», «Invest in Bravery», «Служба взаємодопомоги Мальтійського Ордену» й інші. Створив гуманітарну та волонтерську мережу у Львові, Ужгороді і Києві, доставляючи гуманітарні вантажі з Європи (Німеччини, Литви, Польщі, Словаччини, Сербії, Угорщини, Португалії, Великої Британії) у різні регіони України для потреб ЗСУ та цивільного населення. Регулярно показував це у відео блогах. Брав активну участь в організації допомоги переселенцям на Закарпатті й інших регіонах України. Найбільш активною гуманітарна діяльність Бузарова А.І. була саме у Закарпатській області, де йому вдалося встановити робочі та партнерські зв'язки з багатьма представниками місцевої влади та громадськими організаціями. Має багато подяк від різних державних та недержавних організацій за свою гуманітарну роботу.
Активність в інформаційному полі та контрпропаганда. Паралельно продовжував бути активним в інформаційному полі України та за кордоном, коментуючи міжнародну обстановку для українських ЗМІ. Багато давав коментарів іноземним ЗМІ щодо ситуації всередині України. Брав участь у багатьох журналістських та експертних конференціях та івентах у Великій Британії, Португалії, Литві, Словаччині, Австрії, Угорщині, Сербії, Польщі, Словенії, Румунії, Німеччині, Швейцарії й інших країнах. Серед них Всесвітній економічний форум у Давосі 2023 (Швейцарія), Мюнхенська конференція з безпеки (Німеччина) 2023 і 2024, GLOBSEC Bratislava Forum (Словаччина) 2023, Третій геополітичний саміт (Будапешт) 2023, Тушваньош (Румунія) 2023, The Alliance for Responsible Citizenship (ARC Conference) в Лондоні 2023 тощо. Регулярно виступав з лекціями, брав участь у публічних дебатах за кордоном, а також писав статті для іноземних ЗМІ щодо ситуації в Україні. Серед статей, наприклад, у литовських ЗМІ, можна виділити такі публікації як «Проблеми внутрішньо переміщених осіб (ВПО) в Україні», «Складна гуманітарна ситуація в Україні напередодні зими», «Від Балтики до Чорного моря або як збудувати щит Європи», «Гуманітарна допомога Україні: стан та перспективи», «Перемоги Збройних сил України та подальша тактика РФ». Окрім того, з колегами та партнерами організував в Україні та за кордоном запис великої кількості інтерв'ю для боротьби з російською пропагандою та просування української повістки на міжнародному рівні. За активну роботу з просування української тематики в західних ЗМІ, за рекомендацією іноземних колег, у 2023 р. був прийнятий до Національної спілки журналістів Литви (Клайпедська філія), а також у найстаріший журналістський прес клуб Європи «Concordia» (Відень, Австрія).
Наукова діяльність у сфері міжнародних відносин. Також Андрій Бузаров активно продовжує вивчення міжнародних відносин і зовнішньої політики. З вересня 2022 р. є дослідником (науковим співробітником) кафедри державного управління та політичних наук Клайпедського університету (Литовська Республіка). На базі кафедри регулярно проводить лекції та наукові дослідження, а також активно розвиває співпрацю с литовськими колегами. Опублікував кілька наукових статей у іноземних наукових журналах: «TENDENCIES OF ADAPTATION AND INTEGRATION OF IMMIGRANTS FROM UKRAINE IN THE EUROPEAN UNION AFTER THE AGGRESSION OF THE RUSSIAN FEDERATION AGAINST UKRAINE (Baltic Journal of Economic Studies) і «Адаптация и интеграция переселенцев из Украины в Европейском Союзе». Окремо досліджував питання адаптації українських вчених та окремих соціальних груп за кордоном. У лютому 2024 року офіційно став докторантом відділу проблем світового політичного розвитку Інституту політичних та етнонаціональних досліджень ім. І. Ф. Кураса НАН України, хоча де-факто робочу тему докторської дисертації було затверджено на засіданні навчальної ради зазначеного інституту ще у 2018 р.
Бузаров Андрій Ігорович постійно проживає та працює у Києві.